# 튤립 피버
《튤립 피버》(영어: Tulip Fever)는 2017년 9월 개봉한 미국, 영국의 시대극, 드라마 영화이다. 저스틴 채드윅이 감독을, 톰 스토파드가 각본을 맡았다. 데보라 모가츠의 동명 소설이 영화의 원작이다.

## 출연
- 알리시아 비칸데르 - 코르넬리스의 부인 소피아 산드보르트
- 데인 드한 - 얀 판 로스
- 크리스토프 발츠 - 소피아의 남편 코르넬리스 산드보르트
- 주디 덴치 - 성 우르술라 수녀원장
- 카라 델러빈 - 아네트여
- 잭 오코널 - 빌럼
- 홀리데이 그레인저 - 마리아
- 잭 갤리퍼내키스 - 헤릿
- 케빈 매키드 - 요한 더 비어
- 톰 홀랜더 - 닥터 소르흐
- 매슈 모리슨 - 맛회스
- 데이비드 해르우드 - 프라터르
- 조안나 스캔런 - 오버발 부인
- 더글라스 호지 - 니콜라스 스틴
- 데이지 로 - 캐롤라인
- 세바스찬 아메스토 - 에두아르트 아스무스
- 마이클 스마일리 - 피테르
- 줄리안 시거 - 흥청거리는 남자
- 마이클 나르돈 - 경매인
- 크레시다 보나스 - 스테인 부인